# Vitalij Balašov
Vitalij Jurijovyč Balašov (in ucraino Віталій Юрійович Балашов?; Odessa, 15 gennaio 1991) è un calciatore ucraino, attaccante dell'Atletik Odessa.